# Dr Bombay
A Dr Bombay című dal az amerikai Del Tha Funkee Homo Sapien 3. és egyben utolsó kimásolt kislemeze a I Wish My Brother George Was Here című albumról. A dal slágerlistás helyezést nem ért el.

## Megjelenések
12"  Elektra – 7559-66403-2
1. Dr. Bombay (Radio Edit) 3:55
2. Dr. Bombay (LP Version) 4:42
3. Dr. Bombay (Remix) 3:19
4. Hoods Come In Dozens (SD50 Remix) 3:02 Remix – Dante Ross, G Dajani, John Gamble, The SD50's
5. Hoods Come In Dozens (Radio Edit) 3:51
6. Eye Examination 3:45 Producer, Mixed By – Del